# Lijst van Eurocommissarissen voor Euratom
De functie van Europees commissaris voor Euratom was tussen 1970 (commissie-Malfatti) en 1999 (commissie-Santer) een functie binnen de Europese Commissie. De commissaris was verantwoordelijk voor de Europese Gemeenschap voor Atoomenergie (EURATOM). De verantwoordelijkheid werd tussen 1958 en 1970 gedragen door een afzonderlijk dagelijks bestuur, maar het Fusieverdrag (1967) faciliteerde de integratie van de functie in de Europese Commissie.

## Commissarissen
|  | Naam                    | Lidstaat    | Nationale partij | Periode   | Commissies        |
|  | ----------------------- | ----------- | ---------------- | --------- | ----------------- |
|  | Wilhelm Haferkamp       | Duitsland   | SPD              | 1970-1973 | Malfatti Mansholt |
|  | Henri Simonet           | België      | PS               | 1973-1977 | Ortoli            |
|  | Guido Brunner           | Duitsland   | FDP              | 1977-1981 | Jenkins           |
|  | Étienne Davignon        | België      | Onafhankelijk    | 1981-1985 | Thorn             |
|  | Nicolas Mosar           | Luxemburg   | CSV              | 1985-1989 | Delors I          |
|  | António Cardoso e Cunha | Portugal    | PSD              | 1989-1993 | Delors II         |
|  | Abel Matutes            | Spanje      | PP               | 1993-1994 | Delors III        |
|  | Marcelino Oreja         | Spanje      | PP               | 1994-1995 | Delors III        |
|  | Christos Papoutsis      | Griekenland | PASOK            | 1995-1999 | Santer            |